# Lathrop (Missouri)
Lathrop è un comune degli Stati Uniti d'America, situato nello Stato del Missouri, nella contea di Clinton.